# Parc national du Bic
Het Parc national du Bic is een in 1984 opgericht provinciaal park in Québec met een oppervlakte van 33 km². Het ligt aan de zuidelijke oever van de Saint Lawrence, 15 km ten zuidwesten van Rimouski. Het park herbergt een grote populatie zeehonden en kegelrobben. De Pic Champlain is met zijn 346 m het hoogste punt van het park.

## Geschiedenis
De sporen van menselijke aanwezigheid in het park gaan 8.000 tot 9.000 jaar terug. Omdat de Pic Champlain als een herkenningspunt fungeerde, had het gebied een strategische ligging voor de eerste bewoners van Amerika op hun tochten langs de oevers van de Saint Lawrence. Toen de eerste Europeanen er arriveerden bezochten zowel de Irokezen van de Saint Lawrence als de Montagnais de Bic.
De Franse ontdekkingsreiziger Jacques Cartier bezocht de baai van de Bic op 29 augustus 1535, tijdens zijn tweede reis naar Noord-Amerika. Hoewel verschillende Franse landheren het gebied daarna in bezit hadden, werd er nauwelijks werk gemaakt van de kolonisatie. Dat veranderde pas toen de Britten Québec in handen kreeg. De eerste gouverneur, James Murray, stichtte een loodsenstation op het Île du Bic voor de kust. Toen de regio door de aanleg van (spoor)wegen beter ontsloten werd, kwamen er meer kolonisten die onder meer een molen, een zagerij en rond 1900 enkele boerderijen bouwden. In de eerste helft van de twintigste eeuw  ontdekten rijke Amerikanen en Canadezen de Bic als vakantieoord. Zes van de chalets die zij lieten bouwen, zijn bewaard gebleven.
Om het gebied beter te beschermen en toegankelijk te maken voor bezoekers werd op 7 november 1984 het Parc national du Bic opgericht. In 1992 opende het bezoekerscentrum haar deuren.

## Flora en fauna
Omdat het park in de overgangszone tussen de taiga en de gemengd bossen ligt, komen er veel plantensoorten voor. 
In het park zijn het hele jaar door zeehonden te zien, in de zomer aangevuld met kegelrobben. Zij gebruiken de grote rotsblokken die in de baaien liggen om te rusten, te voeden en om zich te goed te doen aan de zon. Zij hebben daar gezelschap van verschillende watervogels, waaronder de eidereend, die in de nabijheid in grote aantallen (meer dan 10.000 paren) nestelt. In de Rivière du Sud-Ouest, die door het park loopt, zwemmen de Atlantische zalm en de Amerikaanse paling. 
Op het land komen onder meer het witstaarthert, de eland en de oerzon voor. Tijdens de vogeltrek in het voorjaar doen veel roofvogels de kliffen van het park aan. Het Belvédère Raoul-Roy geldt als een uitstekend punt om bijvoorbeeld de steenarend, de slechtvalk, die in de jaren 80 opnieuw is uitgezet, en de Amerikaanse zeearend te zien.

## Toerisme
Jaarlijks worden er 175.000 vakantiedagen doorgebracht in het Parc national du Bic. De bezoekers kunnen gebruik maken van 25 km wandelpaden en 15 km fietspaden. Daarnaast bestaat de mogelijkheid om te zeekajakken en te langlaufen. Het park heeft drie campings.

## Afbeeldingen

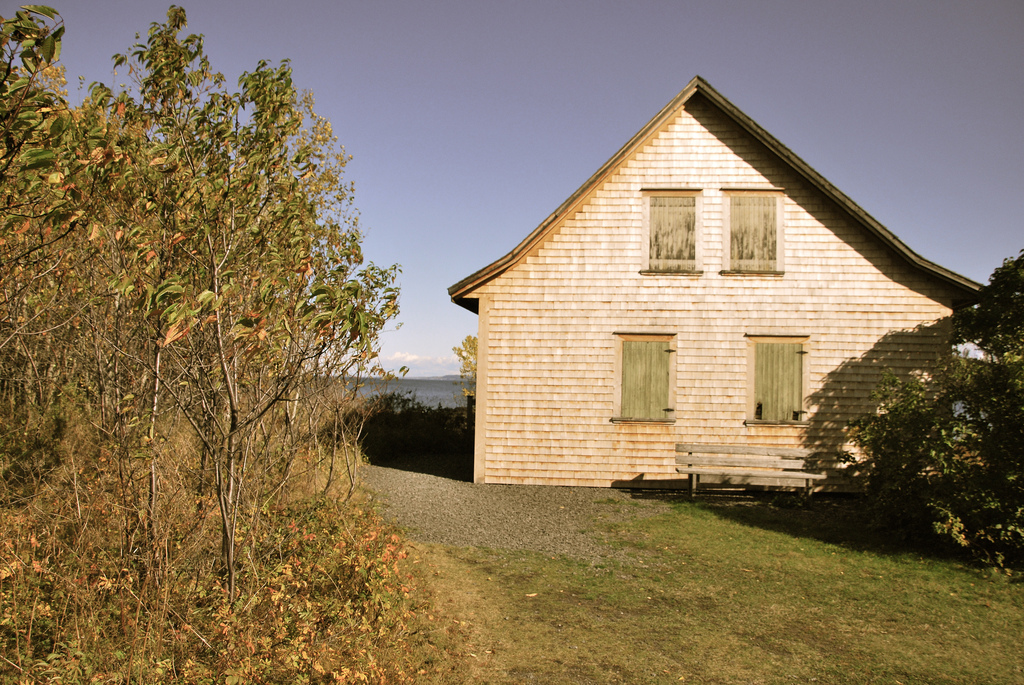
Een van de bewaard gebleven vakantiehuizen
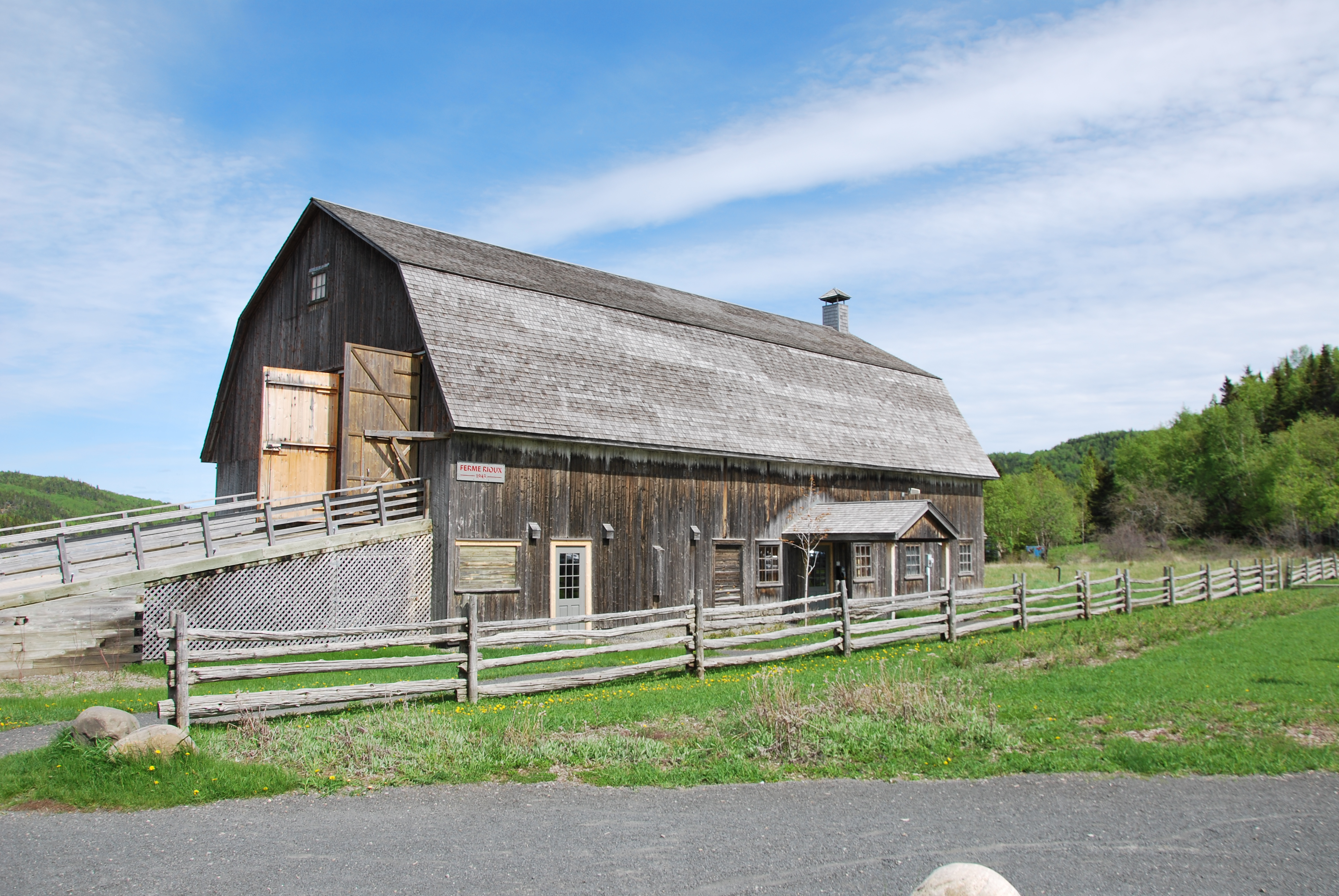
Boerderij van de familie Rioux
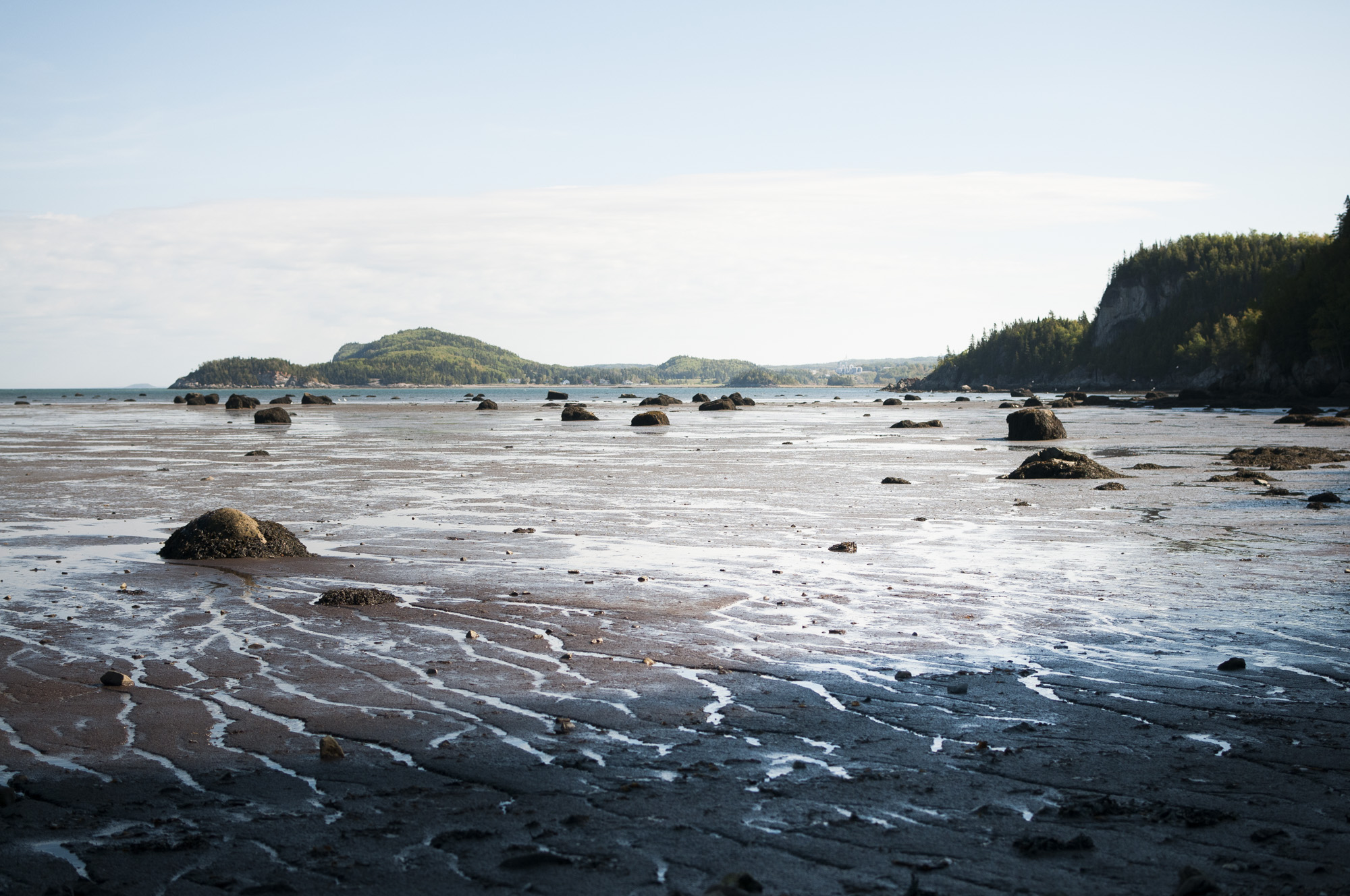
Een van de baaien in het park bij eb
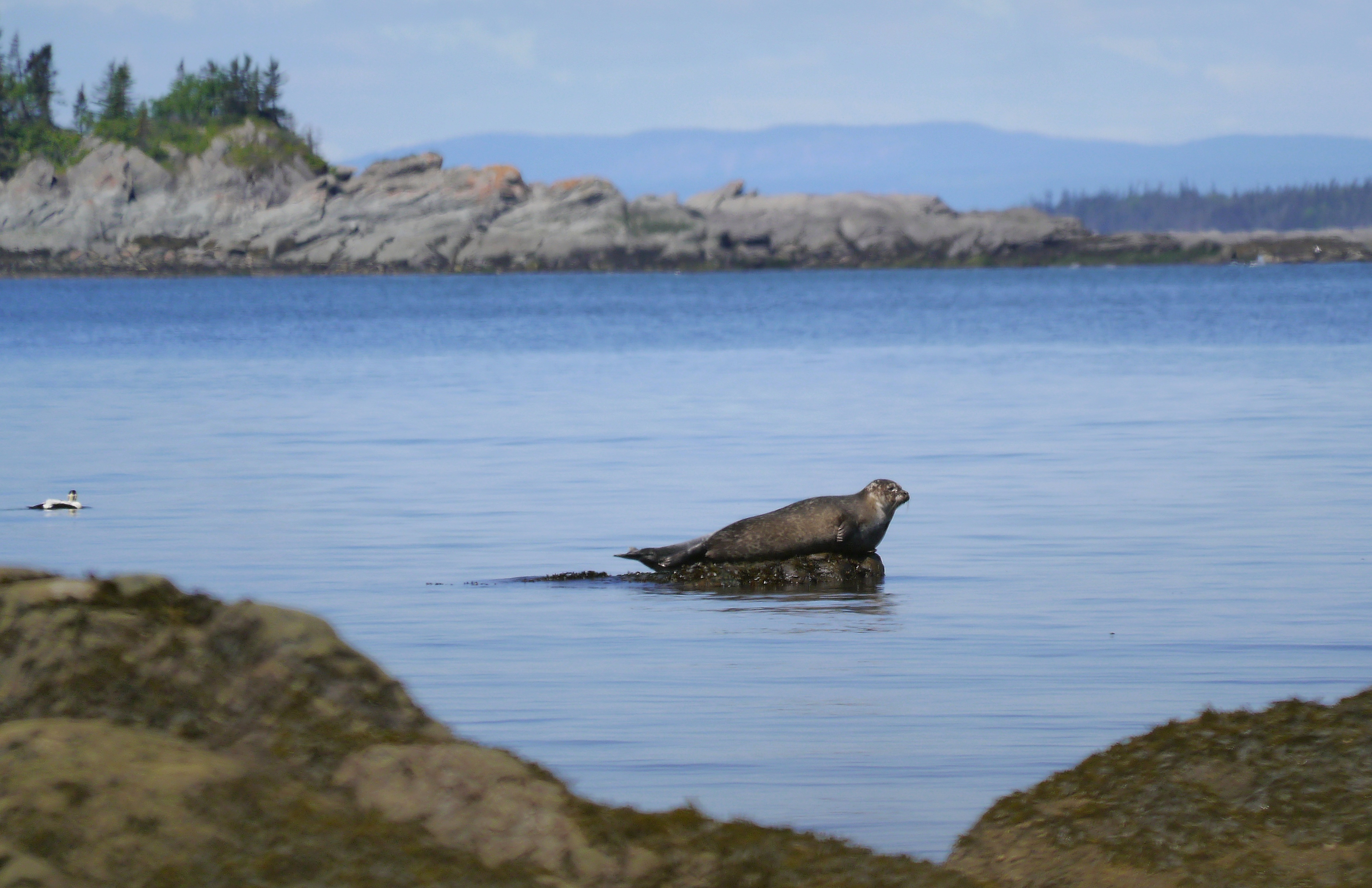
Zeehond in het park